# Forhandleren
Forhandleren er en dansk dokumentarfilm fra 2014, der er instrueret af Karen Stokkendal Poulsen.

## Handling
"Jeg føler, at vi bør efterlade verden en lille smule bedre end vi fandt den. Hvordan gør man verden bedre? Svaret er - lidt efter lidt." Dette er EU-diplomat og chefforhandler Robert Coopers filosofiske tilgang til sin udfordrende opgave med at forhandle en aftale på plads mellem Serbien og Kosovo for første gang nogensinde. 13 år efter EU til stor ydmygelse ikke magtede at redde Kosovo i 1999. Edita Tahiri fra Kosovo og Borko Stefanovic fra Serbien medbringer en tragisk fortid til forhandlingsbordet, og Roberts strategi er ikke at åbne Pandoras æske, men at få parterne til at rette blikket mod fremtiden. Edita Tahiri ønsker frihed for Kosovo; Borko Stefanovic vil aldrig anerkende Kosovos selvstændighed. Robert Cooper har én ting, han kan tilbyde; et perspektiv for fremtidigt EU-medlemskab.